# Claysville (Pennsylvanie)
Pour les articles homonymes, voir Claysville.
Claysville est un borough situé au sud-est du comté de Washington, en Pennsylvanie, aux États-Unis,. En 2010, il comptait une population de 829 habitants, estimée au 1er juillet 2020 à 819 habitants. Le borough est fondé en 1812 et incorporé le 2 avril 1832.

## Démographie
Lors du recensement de 2010, le borough comptait une population de 829 habitants. Elle est estimée, en 2020, à 819 habitants.